# Hirondelle sud-africaine

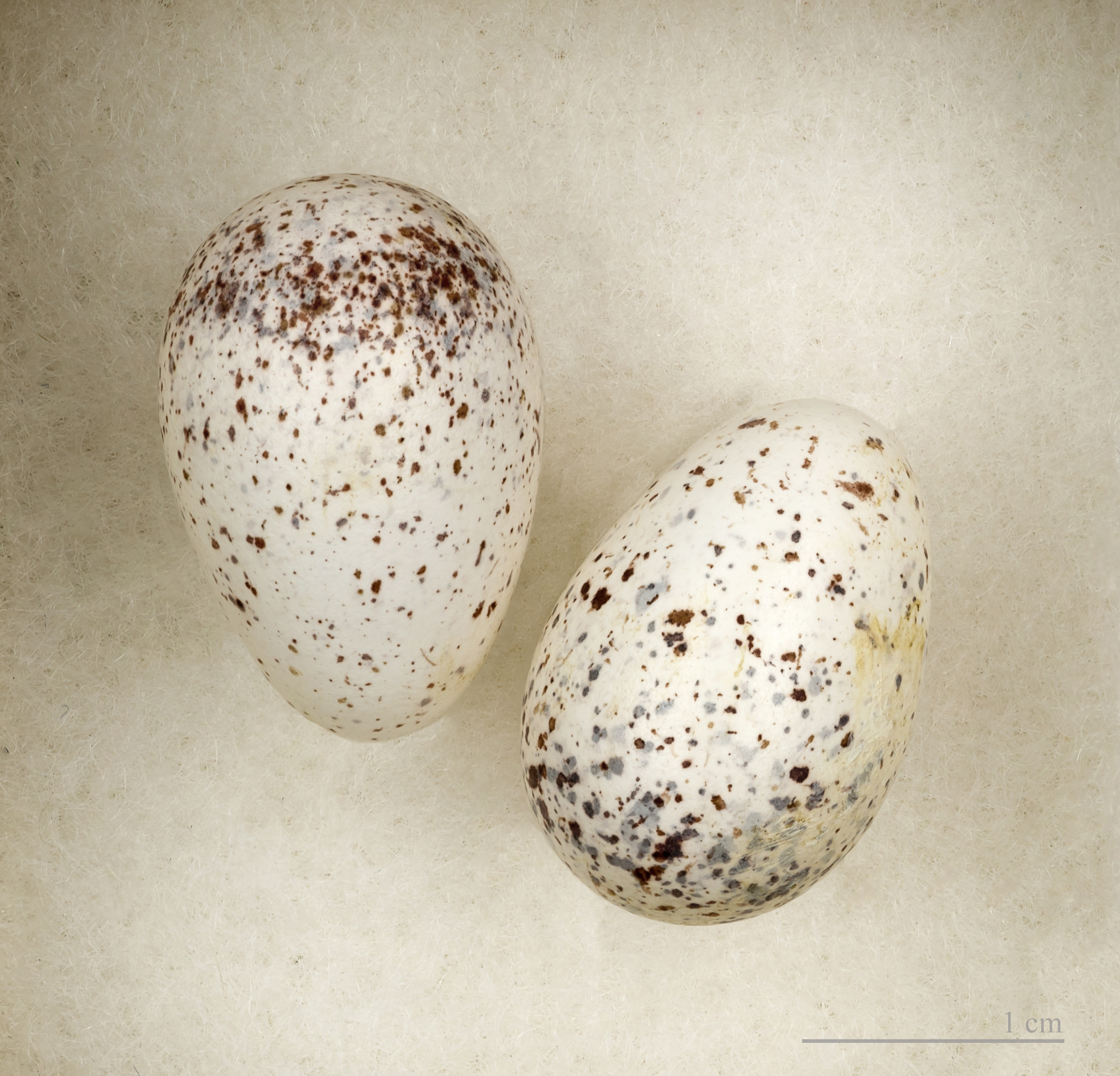
Œufs d'Hirondelle sud-africaine - Muséum de Toulouse

Petrochelidon spilodera
Espèce
Synonymes
- Hirundo spilodera (Protonyme)

Statut de conservation UICN

 LC  : Préoccupation mineure
L'Hirondelle sud-africaine (Petrochelidon spilodera) est une espèce de passereau de la famille des Hirundinidae. C'est une espèce monotypique (non subdivisée en sous-espèces), parfois classée dans le genre Hirundo.

## Distribution
Son aire de répartition s'étend sur le République démocratique du Congo, l'Angola, la Zambie, la Namibie, le Botswana, le Zimbabwe, l'Afrique du Sud et le Lesotho. C'est une espèce accidentelle au Gabon, en République du Congo et au Malawi.